# Villa Cavrois
La villa Cavrois es un edificio singular situado en la localidad francesa de Croix, inaugurado en 1932 y desde 1990 declarado Monumento Histórico de Francia. 
Fue el último de los diseños de residencias privadas realizados por el arquitecto parisino Robert Mallet-Stevens a petición de Paul Cavrois, un empresario de la industrial textil de Rubaix, en el área suburbana de Lille, como casa unifamiliar para 9 personas y 2400 m² de superficie. Mallet-Stevens junto a Pierre Barbe, arquitecto interiorista, dirigieron los trabajos de construcción iniciados en 1929 y más tarde, entre 1947 y 1955, Barbe realizó varios trabajos de ampliación. A partir de 1986 la ville Cavrois fue deshabitada y en los años siguientes sufrió los efectos de la falta de manutención y de actos de vandalismo, presentando tal grado de abandono que en 1990 se constituyó una asociación por la defensa de la conservación del edificio, siendo finalmente adquirido por el Estado francés quien delegó en la comunidad urbana de Lille y la Dirección del Patrimonio Cultural de la Región de Norte-Paso de Calais, la gestión de los trabajos de su restauración iniciados en 1999.
La villa Cavrois es un ejemplo de armonización del espacio arquitectónico y del decorativo interior dentro del estilo moderno contemporáneo representado entre otros por Le Corbusier.